# Scarlino Scalo
Scarlino Scalo is een plaats (frazione) in de Italiaanse gemeente Scarlino.